# Craigia
Craigia es un género con dos especies de fanerógamas perteneciente a la familia  Malvaceae. Es originario del Sudeste de Asia en China y zonas adyacentes de Vietnam. 
Fue descrito por W.W.Sm. & W.E.Evans  y publicado en Transactions and Proceedings of the Botanical Society of Edinburgh  28: 69, en el año 1921.  La especie tipo es Craigia yunnanensis W.W.Sm. & W.E.Evans.

## Descripción
Son árboles de hoja caduca; con yemas de escamas. Las hojas están largamente pecioladas, coriáceas o papiráceas,  margen denticulado. Las inflorescencias son axilares, cimosas. Las flores son bisexuales. El fruto es una cápsula con cinco alas, elipsoide, dehiscentey con 1, 2, o 4  semillas por lóculo.

## Especies
- Craigia kwangsiensis
- Craigia yunnanensis
- †Craigia bronnii
- †Craigia hainanensis
- †Craigia oregonensis